# Estació d'Igualada
Igualada és l'estació on hi comença i finalitza la línia R6 i R60. Està situada a l'est del nucli urbà d'Igualada a la comarca de l'Anoia. La línia va arribar a Igualada el 1893, però l'estació actual es va inaugurar el 1978 quan es va escurçar el recorregut de la línia per a evitar diversos passos a nivell pel centre d'Igualada, ja que la via creuava el Passeig Verdaguer sencer, de més d'un quilòmetre de llargada.
A l'estació de tren d'Igualada també s'hi troba l'estació central d'autobusos del municipi.
| Línia Llobregat-Anoia de FGC |                   |       |          |                        |
| Procedència/Destinació       | <                 | Línia | >        | Procedència/Destinació |
| Barcelona - Pl. Espanya      | Vilanova del Camí |       | terminal | terminal               |
| Barcelona - Pl. Espanya      | Vilanova del Camí |       | terminal | terminal               |